# Dragan Čović
Dragan Čović (Mostar, 20 de agosto de 1956) es un político de etnia croata de Bosnia y Herzegovina. Preside la Unión Demócrata Croata de Bosnia y Herzegovina desde 2005, y desde 2015 es presidente de la Presidencia de Bosnia y Herzegovina. Está acusado ante el Tribunal Estatal de Bosnia y Herzegovina por abuso de autoridad.

## Carrera política
El 5 de octubre de 2002 fue elegido para la presidencia de Bosnia y Herzegovina, en representación de la etnia croata. Los Acuerdos de Dayton que pusieron fin a la guerra de Bosnia exigen una presidencia tripartita con un representante de las tres grandes comunidades del país: Bosniacos, serbobosnios y bosniocroatas. Sin embargo, fue destituido de su cargo el 29 de marzo de 2005 por una decisión del Tribunal Estatal de Bosnia y Herzegovina por sus problemas judiciales. Más tarde, la Asamblea Parlamentaria de Bosnia y Herzegovina lo remplazó por Ivo Miro Jović.